# Emil König
Emil König (geboren 3. September 1899 in Wien; gestorben 25. Oktober 1943 in Brandenburg-Görden) war ein österreichischer Straßenbahnwerkstättenarbeiter und Widerstandskämpfer gegen den Nationalsozialismus. Er wurde vom NS-Regime zum Tode verurteilt und geköpft.

## Leben und Werk
König absolvierte die Handelsschule, war von 1916 bis 1918 eingerückt und zwischen 1925 und 1928 arbeitslos. Danach arbeitete er bei der Wiener Straßenbahn und führte nebenher die Arbeiterbücherei in Hietzing. 1933 schloss er sich der Oppositionsgruppe um Ernst Fischer an, 1934 trat er der KPÖ bei. 1939/40 war er eingerückt und beteiligte sich danach am Widerstand. Als KP-Funktionär leistete er bis zum Frühjahr 1942 Mitgliedsbeiträge, zahlte Unterstützungen für die Angehörigen von Inhaftierten aus und verbreitete kommunistische Flugschriften. Am 7. November 1942 wurde er verhaftet und am 9. September 1943 in Berlin zum Tode verurteilt, gemeinsam mit Leopold Ecker, Eduard Powolny (Reichsbahnschaffner, geb. 10. Jänner 1915, hingerichtet 25. Oktober 1943), Friedrich Höllisch und Andreas Schneider. Sechs Wochen später wurden König und Powolny im Zuchthaus Brandenburg-Görden durch das Fallbeil hingerichtet.

## Gedenken

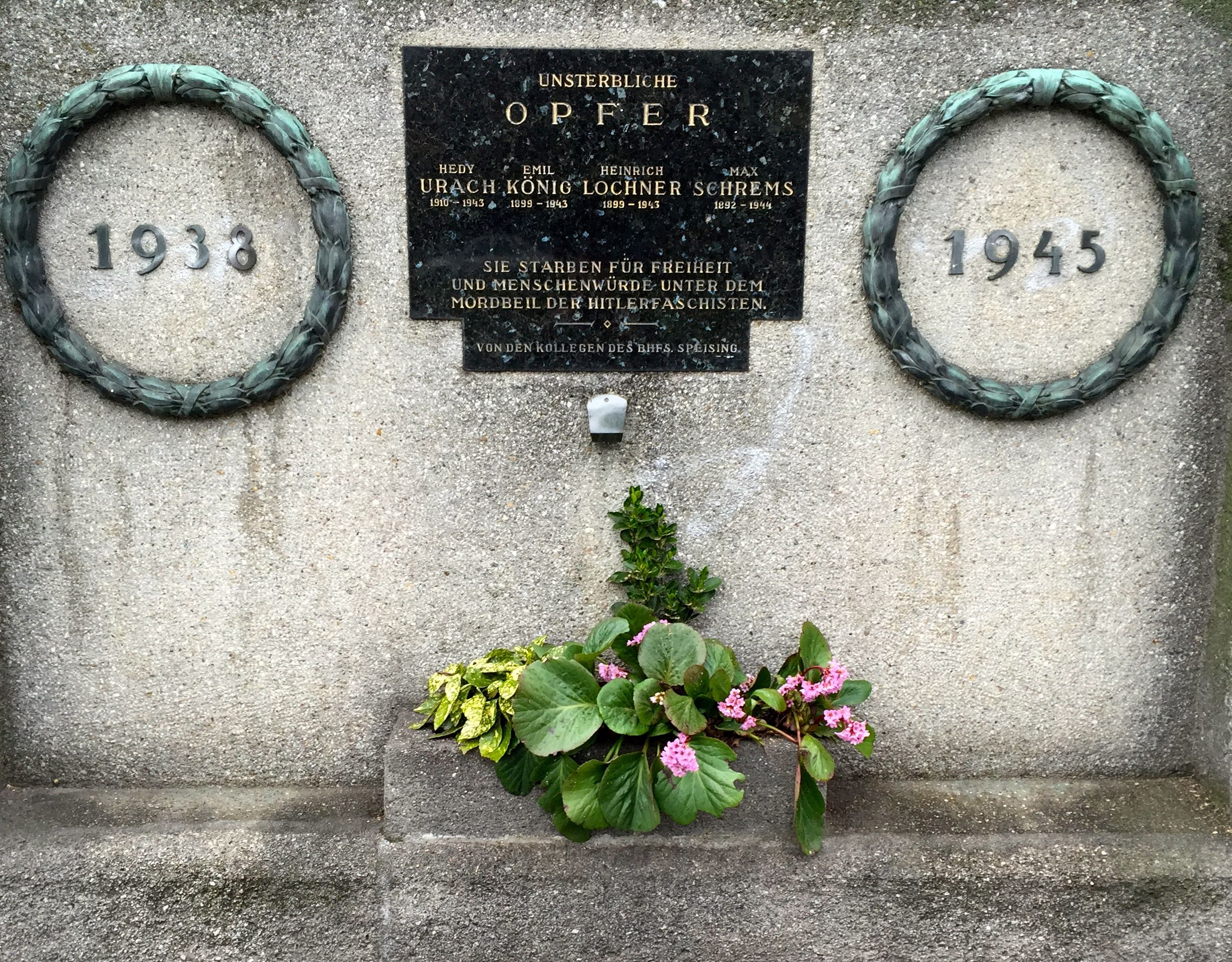
Denkmal für die vom NS-Regime geköpften Hietzinger Straßenbahner in der Speisinger Straße 188

Sein Name findet sich auf der Gedenktafel des Denkmals für die vom NS-Regime geköpften Hietzinger Straßenbahner vor dem Straßenbahn-Remise in der Speisinger Straße 188, gewidmet ihm, sowie den ebenfalls vom NS-Regime hingerichteten Widerstandskämpfern Heinrich Lochner, Max Schrems und Hedwig Urach.